# Craig Moore
Craig Andrew Moore (ur. 12 grudnia 1975 w Canterbury w Nowej Południowej Walii), piłkarz australijski grający na pozycji środkowego obrońcy.

## Kariera klubowa
Moore jako młody człowiek wyjechał z Australii i trafił do Wielkiej Brytanii. Jego pierwszym klubem w karierze był szkocki Rangers. Najpierw był graczem miejscowej szkółki, a od 1993 roku zawodnikiem pierwszej drużyny. Przez lata był czołowym obrońcą Rangersów a także kapitanem drużyny. W sezonie 1998/1999 był zawodnikiem Crystal Palace, ale nawet tam spisywał się dobrze, pomimo zajęcia dopiero 14. miejsca w First Division i po sezonie powrócił do Szkocji. W klubie z Glasgow grał do końca roku 2004. Wtedy to musiał odejść z drużyny z powodu konfliktu z menedżerem Alexem McLeishem, który był zły na Moore’a za wyjazd na Igrzyskach Olimpijskich w 2004, przez co Craig opuścił część meczów w sezonie. Z zespołem Rangers był 7-krotnie mistrzem Szkocji (1994, 1995, 1996, 1997, 2000, 2003, 2005) oraz 4-krotnie zdobył Puchar Szkocji (1996, 2000, 2002, 2003). Z Glasgow Moore wyjechał do Niemiec – do drużyny Borussii Mönchengladbach na zasadzie wolnego transferu ściągnął go Dick Advocaat, z którym pracował wcześniej w Rangersach. Jednak po słabych wynikach w lecie 2005 Advocaat został zwolniony a Moore został znów zmuszony do odejścia. Zainteresował się nim Newcastle United i Moore podpisał 2-letni kontrakt z tym klubem. Jednak na debiut w Srokach Moore musiał długo poczekać, gdyż jeszcze w lecie odniósł ciężką kontuzję i nie grał aż do marca 2006. W barwach Newcastle zadebiutował 22 marca 2006 roku w meczu Pucharu Anglii z Chelsea F.C. Został wówczas pierwszym w historii Australijczykiem w barwach klubu z Newcastle. Sezon 2006/2007 był ostatnim w Europie w karierze Craiga, który powrócił do ojczyzny i został piłkarzem Queensland Roar. 9 stycznia 2010 r. został piłkarzem AO Kavala. Jednak już po niespełna 3 miesiącach Moore został wyrzucony z klubu.
| Sezon   | Klub                     | Kraj      | Rozgrywki               | Mecze | Bramki |
| ------- | ------------------------ | --------- | ----------------------- | ----- | ------ |
| 1993/94 | Rangers                  | Szkocja   | Scottish Premier League | 1     | 0      |
| 1994/95 | Rangers                  | Szkocja   | Scottish Premier League | 21    | 1      |
| 1995/96 | Rangers                  | Szkocja   | Scottish Premier League | 11    | 1      |
| 1996/97 | Rangers                  | Szkocja   | Scottish Premier League | 23    | 1      |
| 1997/98 | Rangers                  | Szkocja   | Scottish Premier League | 10    | 0      |
| 1998/99 | Rangers                  | Szkocja   | Scottish Premier League | 8     | 1      |
| 1998/99 | Crystal Palace           | Anglia    | First Division          | 23    | 3      |
| 1999/00 | Rangers                  | Szkocja   | Scottish Premier League | 22    | 1      |
| 2000/01 | Rangers                  | Szkocja   | Scottish Premier League | 5     | 0      |
| 2001/02 | Rangers                  | Szkocja   | Scottish Premier League | 18    | 3      |
| 2002/03 | Rangers                  | Szkocja   | Scottish Premier League | 35    | 3      |
| 2003/04 | Rangers                  | Szkocja   | Scottish Premier League | 17    | 2      |
| 2004/05 | Rangers                  | Szkocja   | Scottish Premier League | 3     | 0      |
| 2004/05 | Borussia Mönchengladbach | Niemcy    | Bundesliga              | 13    | 1      |
| 2005/06 | Newcastle United         | Anglia    | Premiership             | 8     | 0      |
| 2006/07 | Newcastle United         | Anglia    | Premiership             | 13    | 0      |
| 2007/08 | Brisbane Roar            | Australia | A-League                | 18    | 0      |
| 2008/09 | Brisbane Roar            | Australia | A-League                | 20    | 2      |
| 2009/10 | Brisbane Roar            | Australia | A-League                | 19    | 1      |
| 2009/10 | AO Kavala                | Grecja    | Super League            |       |        |

## Kariera reprezentacyjna
W reprezentacji Australii Moore zadebiutował 21 czerwca 1995 roku w wygranym 1:0 meczu z reprezentacją Ghany. Brał udział w Igrzyskach Olimpijskich w 2004, gdzie był kapitanem drużyny zwanej "Olyroos". Zagrał w obu barażowych meczach z reprezentacją Urugwaju i pomógł reprezentacji Australii w awansie do finałów Mistrzostw Świata w Niemczech po dramatycznym konkursie rzutów karnych. Dzięki dobrej postawie w klubie i reprezentacji został powołany przez Guusa Hiddinka do 23-osobowej kadry na same finały MŚ. Tam zagrał we wszystkich 4 meczach drużyny, pomógł w jej awansie do 1/8 finału zdobywając w decydującym meczu z Chorwacją (2:2) bramkę z rzutu karnego.